# Buffalo Nations Luxton Museum
Das Buffalo Nations Luxton Museum, früher Luxton Museum of the Plains Indian, befindet sich in Banff, in der kanadischen Provinz Alberta und repräsentiert die Geschichte und Kultur der Region mit dem Schwerpunkt auf den dort ansässigen First Nations, insbesondere der der Stoney. Das Museum besteht seit etwa 1952 und begann seine Entwicklung in einer Blockhütte in Banff. Heute steht es in 1 Birch Avenue, direkt am Bow River.

## Geschichte

### Der Gründer Norman Luxton
Gründer des Museums war Norman Luxton (1876–1962), der mit 26 nach Banff kam. Er war der Sohn von William Luxton, einem der Gründer der Winnipeg Free Press. Er gründete das erste ganzjährig geöffnete Hotel in Banff, das King Edward. Dann eröffnete er das Lux Theatre, veröffentlichte mit dem Crag and Canyon von 1902 bis 1951 eine Zeitung, führte ab 1902 einen Souvenir-Laden, der den Namen Sign of the Goat Curio Shop führte, sowie ein freies Museum. Auf ihn, der sich schon länger für die Geschichte der First Nations interessierte, gehen zudem die Banff Indian Days zurück, die er bis 1950 managte, und die bis 1978 jährlich stattfanden (die Buffalo Nations Cultural Society ließ sie ab 1992 als Tribal Days wieder aufleben). Vor allem aber gründete er das Luxton Museum of the Plains Indian, das heutige Buffalo Nations Luxton Museum.
Der Souvenirladen führte dazu, dass Luxton eine enge Freundschaft zu Mitgliedern der Stoney entwickelte. Er verkaufte für sie Kunst, sorgte im Notfall für Lebensmittel und verhandelte in ihrem Namen mit den Behörden. Er unterstützte den Morley Trading Post in Morley, und Norman heiratete 1904 eine Frau aus dem Gebiet nahe dem Morley Reserve namens Georgina McDougall. Sie war die Tochter des Händlers und Viehzüchters David McDougall und seiner Frau Annie McKenzie McDougall. Georgina war als das erste weiße, in Alberta geborene Kind bekannt. Ihr Vater väterlicherseits war wiederum Reverend George McDougall, ein Methodistenmissionar, der bereits in den 1860er Jahren in Alberta tätig gewesen war. David McDougall hatte für die Hudson’s Bay Company gearbeitet, doch zogen er und seine Frau 1874 nach Morley als unabhängige Händler. Sie eröffneten einen Handelsposten bei den Stoney und unterstützten die dortige Mission.
Dabei waren die Luxtons prominente Mitglieder der Gemeinde von Banff. Norman Luxton saß in der Banff Chamber of Commerce und galt als Freund der Indianer. Bei ihm sammelten sich zahlreiche Artefakte. Anfang der 50er Jahre begann er, mit Hilfe seines Freundes Eric Harvie, dem Gründer des Glenbow-Museums in Calgary, ein indianisches Kunstmuseum aufzubauen. 
Zunächst verlegte er die Hütte des Banff Gun Club an die heutige Stelle westwärts von Banff und füllte einen ersten Raum mit Kunstwerken. 1955 wurde das Gebäude in seiner Größe mehr als verdoppelt, das Hauptgebäude wurde 1957 errichtet. Luxton starb am 26. Oktober 1962; er vererbte das Museum an Eric Harvie. Der wiederum vermachte es der Provinz Alberta. Luxtons einzige Tochter Eleanor Georgina Luxton (1908–1995) hinterließ nach ihrem Tod eine bis heute bestehende Stiftung, die Ausstellungen und Forschungsarbeiten durch Stipendien fördert.

### Schwerpunkte
Im Museum finden sich Feder- und Perlenarbeiten, Kleider und Stoffe, dazu Objekte aus der voreuropäischen Zeit, wie Pfeifen, Waffen, zeremonielle Gegenstände und Handelswaren, Spielzeuge und Karten. Hinzu kommen Liebesflöten und Keramik sowie Porzellanstücke und weitere Musikinstrumente.
Zeitgenössische und historische Gemälde, Drucke, Zeichnungen, Skulpturen und Fotografien sind im Stil eines Pioniermuseums aufbereitet. Das Gleiche gilt für zahlreiche Tierpräparate. 
Ausstellungsprojekte der letzten Jahre sind etwa die Geschichte der Banff Indian Days, ein Projekt über indianische Pflanzen, das Medicine Wheel & Interpretive Garden genannt wird, dazu das Aboriginal Voices Sound Recording Project. Darin werden in indigenen Sprachen, aber auch auf Englisch aufgezeichnete Erzählungen und Berichte gesammelt und dargeboten. Die Sammlung wird fortgeführt. Allein 2004 wurden Aufnahmen im Umfang von 16 CDs aufgenommen, 2006 und 2007 folgte dieser ersten Phase eine zweite.